# Geosat
Geosat — американський геодезичний супутник, запущений 12 березня 1985 ракетою-носієм Атлас-E/F з космодрому Ванденберг.
Geosat був першим багаторічним високоточним альтиметричним супутником.

## Цілі
Основна мета апарату полягала в отриманні інформації про гравітаційне поле над морською поверхнею шляхом вимірювання варіацій відстані від супутника до рівня океану. В ідеальному випадку, коли немає спотворень від припливів або поривів вітру, океанська поверхня повинна набувати форми поверхні сплюснутого сфероїду. Однак різні аномалії, порожнечі, поклади руд спотворюють цю форму, а також впливають і на орбіту апарату. Geosat з точністю до 5 см вимірював відстань до океану по траєкторії свого руху і фіксував відхилення цього значення від очікуваного у разі, якби Земля була ідеальним сфероїдом.
Супутник повторював проліт над тими ж регіонами з періодом 23 дні, для виключення ефектів припливів і зовнішніх сил.
18 місяців проходив засекречений етап досліджень на сонячно-синхронній орбіті, а після маневрування та переходу на нову орбіту апарат продовжив дослідження. Цього разу орбіта була круговою з висотою 800 км періодом 101 хв. і нахилом 108°. Точне повторення положення супутника відбувалося через 17,05.

## Конструкція
Для Geosat була розроблена система орієнтації на основі стабілізації за градієнтом сили тяжіння. Вона була потрібна для наведення радіолокаційного висотоміра. Компонентами системи орієнтації були 6-метрова стріла, гіродіни, три сонячні датчики, магнітометр і двигуни, що підрулюють.
Також на борту був дводорожній магнітофон для запису та зберігання даних, ОВЧ передавач, передавачі S-діапазону і C-діапазону, блоки шифрування.
Основним корисним навантаженням був радіолокаційний висотомір (альтиметр) із доплерівськими маяками. Маяки були потрібні для відстеження положення наземними станціями і для фіксації точного часу для роботи висотоміра. Альтиметр складався із стільникової панелі товщиною 5 см, параболічної антени діаметром 1,04 м. Центральна частота інструменту 13,5 ГГц, потужність 70 Вт.

## Результати
Перші дані були оприлюднені у 1990 році. В них охоплювалася область океану у формі тора, яка оточує Антарктиду між 60 і 72 південної широти. Всі дані були розсекречені в липні 1995.
Вперше було отримано довгострокові спостереження над рівнем моря. Вони забезпечили значний прогрес у морській геофізиці:
- JHU/APL використовував дані для картування топографії морського дна[10]
- Дані брали участь у великому моделюванні хвильових форм та дослідження крижаного покриву.
- Дані також використовувалися для досліджень довгострокової мінливості рівня моря в різних регіонах земної кулі, включаючи перше в історії басейнове дослідження[11] та зміни рівня моря під час Ель-Ніньйо[12].

Через 5 років роботи записуючий магнітофон вийшов з ладу і супутник завершив роботу. Аналогом і наступником став апарат Geosat Follow-On (GFO).